# Giuliano Logos
Giuliano Logos, pseudonimo di Giuliano Carlo De Santis (Bari, 24 settembre 1993), è un poeta, rapper, attivista e artista performativo italiano.

## Biografia
Nato a Bari nel 1993, è cresciuto tra Liguria e Puglia. Laureatosi in Giurisprudenza all'Università degli Studi di Bari Aldo Moro, si trasferisce a Roma, dove vive dal 2017. Qui co-fonda, assieme a Dome Bulfaro (già fondatore della LIPS), Anna Mazzoni, Luca Scacchetti e Valerio Santori, il collettivo WOW - Incendi Spontanei, organizzazione per la promozione e l'internazionalizzazione della poesia performativa.

### Poeta performativo e Slam Poet
Nel maggio 2021 è il primo italiano ad aggiudicarsi il titolo di Campione del Mondo di Poetry slam, alla XV edizione della Coupe du Monde de Slam Poésie di Parigi.
Nell'autunno 2021 stato chiamato ad aprire i Visionary Days - evento in cui 2500 under 35 da tutta Italia si confrontano sul futuro, a cui ha preso parte - e la sua performance è stata inserita nel palinsesto di RaiPlay. Nel gennaio 2022 è stato scelto dalle redazioni congiunte di Vanity Fair Italia, Francia e Spagna tra i 30 «artisti, attivisti e pionieri» che stanno ridisegnando il futuro dell'Europa.
Nell'autunno 2022 ha svolto il suo World Tour (USA - Porto Rico - Senegal - Marocco - Spagna - Cina), in occasione della XXII Settimana della Lingua Italiana nel Mondo, in collaborazione con gli Istituti italiani di cultura all'estero di Chicago, Washington, Los Angeles, Dakar e il Consolato d'Italia a Chongqing, esibendosi, tra gli altri, insieme a Marc Kelly Smith, poeta che ha fondato il movimento mondiale di Poetry slam negli anni '80.
Nel 2023 ha debuttato con lo spettacolo di poesia, percussioni aumentate e visual responsive Abraxas, realizzato in collaborazione con il musicista e visual artist Matteo Bussotti, curandone i testi.

### Rapper e Freestyler
Dedito al rap sin dall'adolescenza, nel 2013 è stato vicecampione regionale per la Regione Puglia del campionato di rap freesyle Tecniche Perfette. Ha pubblicato l'album FlowProfile, come voce rap della band funk Stip Ca Groove (Ngap Music 2017), con cui ha calcato il palco del Concerto del Primo Maggio di Taranto 2014.. 

### Autore
Ha pubblicato il romanzo L’Impero d'Inchiostro (SECOP edizioni, 2016) e il libro d’artista di poesia MÖBIUS (Archivio Tipografico, 2022).

### Attore
Nel 2023 prende parte al cast di The Paradox Effect, film d'azione del 2023 diretto da Scott Weintrob, prodotto da Iervolino & Lady Bacardi Entertainment e March On Productions nel ruolo di Wiry Teen.

## Filmografia

### Cinema
- The Paradox Effect, regia di Scott Weintrob, Iervolino & Lady Bacardi Entertainment, 2023[23]

## Discografia

### Con gli Stip Ca Groove
- FlowProfile, direzione artistica di Roy Paci, Ngap Music, 2017[24]

## Pubblicazioni
- Möbius, pubblicazione poetica d’artista in stampa a caratteri mobili con tiratura limitata, Torino, Archivio Tipografico, 2022
- L’Impero d’Inchiostro, romanzo, Corato, SECOP Edizioni, 2016

## Riconoscimenti
- Campione del Mondo di Poetry slam - Primo classificato Coupe du Monde de Slam Poésie, rappresentante per l’Italia (2021, Parigi, Francia).
- Premio Gozzo della Città di Monopoli - Categoria Giovani Eccellenti (2022, Monopoli)[25]
- Finalista Concorso Letterario Internazionale Europa In Versi (2019, Monza, Italia)
- Finalista Premio Nazionale di Poesia con Musica Alberto Dubito (2019, Milano, Italia)[26]
- Campione Italiano di Poetry Slam - Primo classificato Finale Campionato Nazionale SLAM ITALIA (2016, Milano, Italia)[27]
- Rappresentante per l’Italia European Poetry Slam Championship (2016, Louvain, Belgio)